# Друз Младший
Тиберий Друз Клавдий Юлий Цезарь Нерон (лат. Tiberius Drusus Clavdius Iulius Caesar Nero), при рождении — Нерон Клавдий Друз (лат. Nero Claudius Drusus), часто — Друз Юлий Цезарь, Друз II или Друз Младший (7 октября 13 до н. э. — 23, после 1 июля) — римский военачальник и политический деятель, консул 15 и 21 годов, с 21 года разделил с Тиберием трибунскую власть (лат. tribunicia potestas), которой наделялись исключительно императоры. Единственный сын Тиберия от его первой жены Випсании Агриппины.

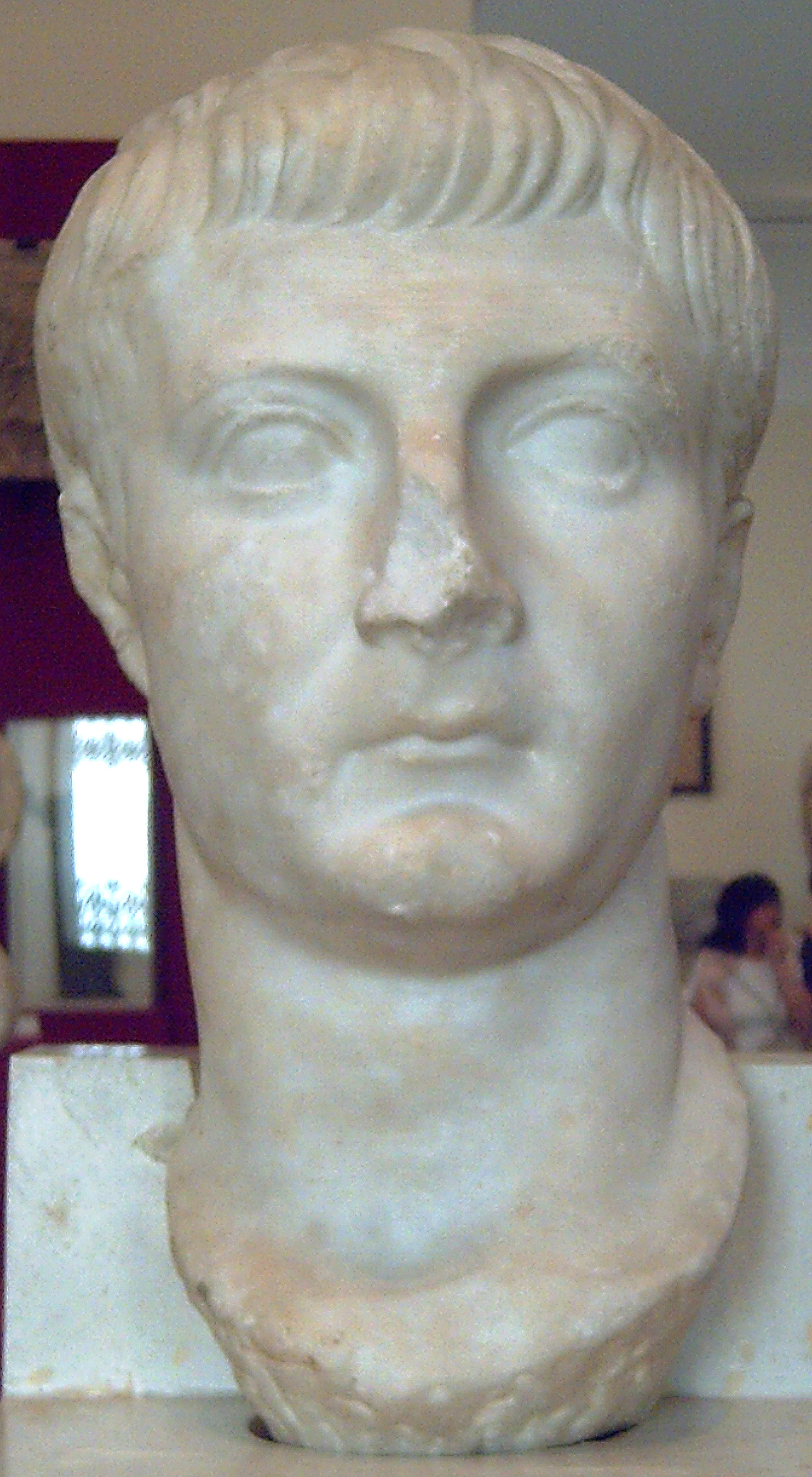
Бюст Друза Младшего в Испанском национальном археологическом музее, Мадрид

## Происхождение и детство
Родился в семье Тиберия Клавдия Нерона, выходца из патрицианского рода Клавдиев и Випсании Агриппины, дочери Марка Випсания Агриппы, близкого друга Октавиана. К моменту рождения его бабка, Ливия Друзилла, была разведена с Тиберием Клавдием Нероном Старшим и была замужем за Октавианом, который собственных детей от неё не имел.
Имя получил в честь младшего брата Тиберия, Друза Старшего, с которым Тиберий был очень близок. Практически сразу после рождения был усыновлен Октавианом под именем Юлий Цезарь Друз и воспитывался в доме императора при деятельном участии Ливии Друзиллы.
В 12 до н. э. Октавиан настоял на разводе Тиберия с Випсанией и женил его на своей единственной дочери, Юлии. В 6 до н. э. сам Тиберий уезжает в добровольную ссылку на Родос. Друз остается с Октавианом.

## Во времена Августа
Мужскую тогу получил в 16 лет, сразу после возвращения отца из ссылки. Октавиан большее внимание уделял двоюродному брату Друза — Германику. В том же году Октавиан усыновил Тиберия, однако приказал тому в свою очередь усыновить Германика. У Друза шансов получить власть практически не было, однако римские всадники сделали его принцепсом молодёжи.
Август никак не влиял на продвижение Друза по политической лестнице. Должность квестора занял в 26 лет, в 11 году, что соответствовало цензу. Для сравнения: Германик, который был старше Друза всего на несколько месяцев, в следующем году уже был консулом и самостоятельно воевал на Рейне.

## Друз иГерманик
После смерти Августа, в 14 году, оглашал оставшиеся после императора документы, а также произнес надгробную речь на римском форуме. На следующий год Тиберий сделал своего сына консулом. В год своего консульства Друз получил первый опыт командования армией. Поскольку Германик подавлял восстание рейнских легионов, Друз был отправлен на подавление восстания в Паннонии. В качестве советника с ним был отправлен префект претория Луций Элий Сеян.
Тиберий не отдавал предпочтение ни одному из молодых наследников. Отношения между Друзом и Германиком ровные. После консулата Друз был отправлен проконсулом в Иллирик, а Германик воевал против хаттов. В 17 году, в результате действий Германика, был убит Арминий, а царь маркоманов Маробод признал свою зависимость от римлян и сдался на милость Друзу.
В 19 году оба они получили триумф и их имена были увековечены на арках в храме Марса Мстителя. В то время Германик уже воевал на востоке, а Друз по прежнему оставался в Иллирике. Что точно послужило причиной триумфа в настоящее время установить сложно, поскольку за германскую кампанию Германик был удостоен почестей триумфатора ранее — 26 мая 17 года.
После смерти Германика Друз срочно вернулся в Рим, чтобы встретить вдову Германика, Агриппину Старшую. По дороге к нему присоединился Гней Кальпурний Пизон, прокуратор Сирии, которого Агриппина обвиняла в смерти мужа. Пизон хотел заручиться поддержкой Друза и искал у него защиты, однако получил отказ.

## Наследник
После смерти Германика Тиберий отзывает Друза из Иллирика. В 21 году Друз второй раз стал консулом, совместно с самим Тиберием. На следующий год он получает трибунскую власть — неограниченный империй, который до этого принадлежал единолично императору. Сомнений в кандидатуре наследника не возникает.
Однако в следующем году Друз неожиданно умер от неизвестной болезни.

## Семья и причины смерти

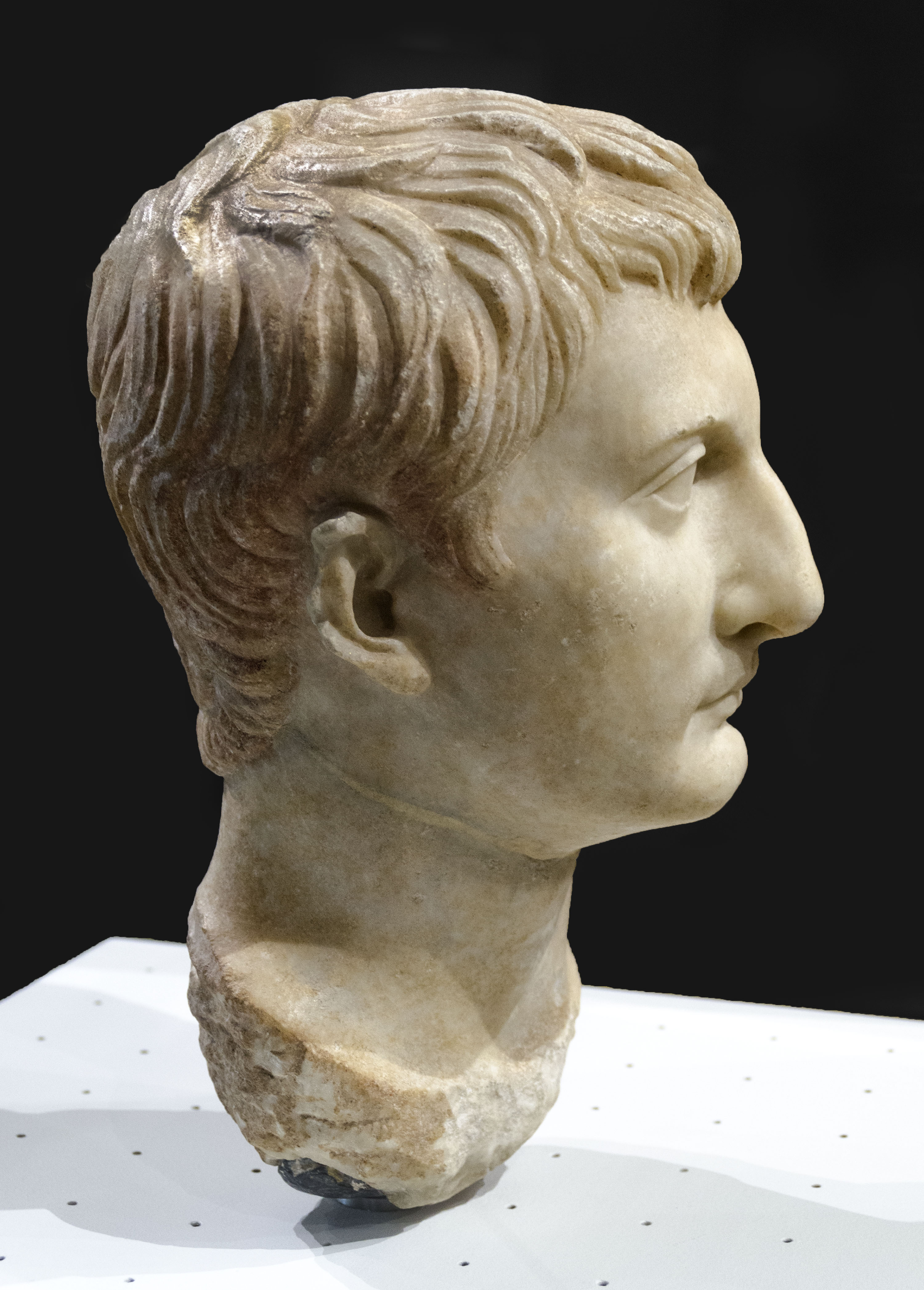
Друз Младший, археологический музей Кордовы

В 4 году Друз женился на красавице Ливилле, сестре Германика и Клавдия, вдове Гая Юлия Цезаря Випсаниана. На следующий год у пары родилась дочь, Юлия Ливия (иногда — Юлия Друза), казнённая Мессалиной в 43 году. Долгое время после этого у пары не было детей, но в 19 году Ливилла родила двойняшек — Германика и Тиберия. Германик умер в 23 году незадолго до отца, а Тиберий был казнён по приказу Калигулы, в 37 году, как основной его соперник в борьбе за императорскую власть.
Друз был властным и гордым Клавдием. Он не выделялся умом, был известен своей распущенностью во время нахождения в военных лагерях, был страстным, чувственным и жестоким. Однако, несмотря на это, наследник, особенно в последние годы, был популярен в Риме, особенно по сравнению с угрюмым и мрачным Тиберием. Друз увлекался гладиаторскими боями, был хорошим бойцом на мечах. В память о нём очень острые короткие мечи римляне называли «Друзианами». Друз упоминается у Апиция в связи с тем что не ел кабачков и блюда из них, поскольку это была пища простого народа, а также из-за того, что для профилактики похмелья перед возлияниями съедал пять-шесть сырых плодов горького миндаля.
Обычно он не уделял большого внимания государственным делам, однако влияние Сеяна беспокоило его. Дело дошло до открытого противостояния — несколько раз Друз дрался с Сеяном, за что получил шутливое прозвище «Кастор», в честь покровителя преторианцев. Сеян понял, что Друз станет серьёзным препятствиям его планам по захвату власти и постарался как можно скорее избавиться от наследника. Он соблазнил Ливиллу и уговорил её отравить мужа. 1 июля 23 года Ливилла отравила еду мужа каким-то медленным сильнодействующим ядом, после которого он скончался.
Почести, оказанные Друзу при похоронах, превосходили те, что были оказаны Германику. Народ собрал деньги на статую. Надгробную речь произнес Нерон Юлий Цезарь Германик, сын Германика. При этом траурные мероприятия были сокращены по приказу Тиберия.
О том, что Друз был отравлен, стало известно только после падения и казни Сеяна, в 31 году. После казни Сеяна его бывшая жена Гавия Апиката, с которой он развёлся, надеясь получить от Тиберия разрешение жениться на Ливилле, отправила императору письмо, в котором обвиняла Ливиллу, её врача Эвдемия и слугу Друза Лигда в отравлении наследника. Двое последних были подвергнуты пыткам и признались в содеянном. Тиберий отослал Ливиллу для наказания в дом матери, Антонии, а та заперла её в комнате, где Ливилла умерла от голода.